# اس‌اس استورا
اس‌اس استورا (به انگلیسی: SS Storaa) یک کشتی بود که طول آن ۲۸۰ فوت ۰ اینچ (۸۵٫۳۴ متر) بود. این کشتی در سال ۱۹۱۸ ساخته شد.